# 静岡徳洲会病院
静岡徳洲会病院（しずおかとくしゅうかいびょういん）は静岡県静岡市にある医療機関である。

## 沿革
出典
- 2005年 平成17年
  - 4月1日 医療法人沖縄徳洲会静岡徳洲会病院として診療開始
内科、外科、小児科、形成外科、整形外科、循環器科、心臓血管外科、脳神経外科、産婦人科、皮膚科、消化器科、神経内科、リハビリテーション科、放射線科、歯科口腔外科
許可病床数　505床（一般403床、療養102床）
- 2006年 平成18年
  - 8月10日 医師臨床研修として基幹型臨床研修病院の指定を受ける
- 2021年 令和3年
  - 10月1日 医療法人沖縄徳洲会と医療法人徳洲会が合併し、医療法人徳洲会静岡徳洲会病院となる

- 2024年 令和6年
  - 3月 日本医療機能評価機構　副機能：リハビリテーション病院認定
  - 4月1日 419床（一般364床、療養55床）へ病床変更
院内併設型介護医療院
静岡徳洲会病院介護医療院　ゆうかりの木陰開院

## 診療科
出典

### 診療科
- 内科
- 循環器内科
- 消化器内科
- 神経内科
- 外科
- 脳神経外科
- 心臓血管外科
- 整形外科
- リハビリテーション科
- 形成外科
- 小児科
- 耳鼻咽喉科
- 歯科口腔外科
- 放射線科
- 泌尿器科
- 産婦人科
- 皮膚科
- 病理診断科
- 麻酔科
- 呼吸器内科
- 眼科

### 専門外来
- 禁煙外来
- 漢方外来
- 糖尿病外来
- 乳腺甲状腺外来
- アレルギー外来
- 乳幼児子育て相談外来
- 補聴器外来

## 医療機関指定
出典
| 保険医療機関         | 生活保護法指定医療機関              |
| 指定自立支援医療機関 | 労災保険指定医療機関                |
| 結核指定医療機関     | DPC対象病院（医療機関係数：1.4426） |
| 日本医療機能評価機構 |                                     |

## 学会認定施設
出典
| 日本核医学会専門医教育病院             | 循環器専門医研修病院                                           |
| 日本消化器内視鏡学会指導施設           | 日本整形外科学会研修施設認定                                   |
| 日本内科学会教育関連病院認定           | 日本アレルギー学会準教育施設認定                               |
| 日本救急専門医指定施設                 | 日本透析医学会専門医教育関連施設認定                           |
| 日本プライマリ・ケア連合学会           | 新・家庭医療専門研修プログラム                                 |
| 日本消化器病学会関連認定施設           | 総合診療科専門研修プログラム                                   |
| 基幹施設                               | 内科プログラム関連施設（浜松医科大学）                         |
| 整形外科プログラム関連施設（三重大学） | 救急科プログラム関連施設（湘南鎌倉総合病院・大阪医科薬科大学） |

## 交通
出典
- JR東海道線 安倍川駅　徒歩30分
- JR東海道線 静岡駅より静鉄バス約25分